# Drzemlikowice
Drzemlikowice (deutsch Dremling) ist ein Ort in der Landgemeinde Oława im Powiat Oławski der Woiwodschaft Niederschlesien in Polen.
Ortsteil von Drzemlikowice ist der Weiler Jakubowice (Jakubine)

## Geographie
Das Straßendorf Drzemlikowice liegt zehn Kilometer südwestlich von Oława (Ohlau) und etwa 40 Kilometer südöstlich von Breslau in der Schlesischen Tiefebene am linken Ufer der Oława, einem linken Zufluss der Oder.
Nachbarorte von Drzemlikowice sind im Nordwesten Bolechów (Bulchau) und im Süden Siecieborowice (Sitzmannsdorf).

## Geschichte

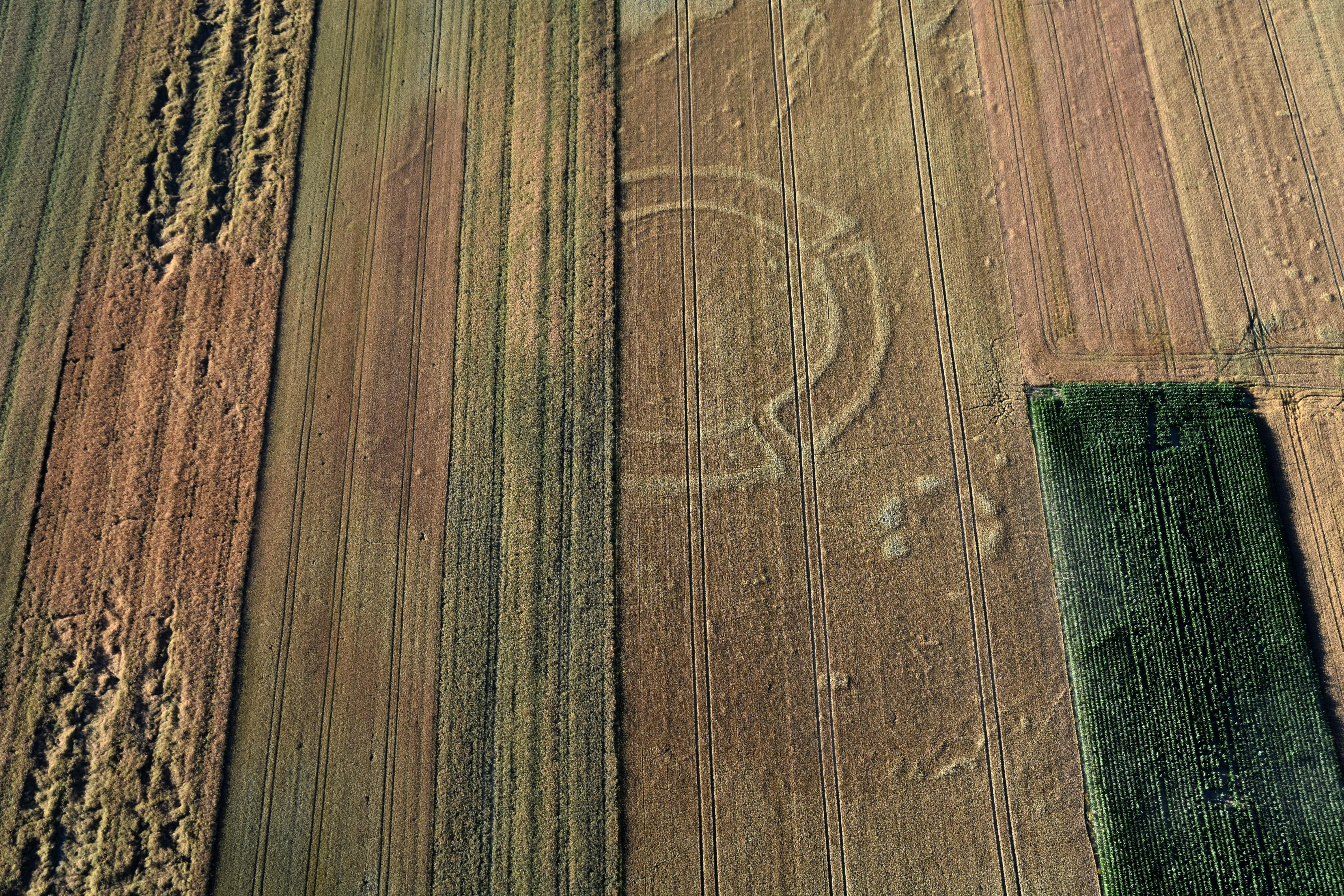
Rundgehege aus der Jungsteinzeit

„Dremlicowicz“ wurde erstmals im Jahr 1362 urkundlich erwähnt. 1364 ist es in der Schreibweise Dremliksdorf belegt. Der Ortsname leitet sich von den Berufen der ehemaligen Bewohner ab, das Maultrommelspielerdorf.
Nach dem Ersten Schlesischen Krieg fiel Dremling 1742 zusammen mit dem größten Teil Schlesiens an Preußen. 1783 zählte der Ort ein Vorwerk und 12 Gärtnerstellen.
Nach der Neugliederung Preußens gehörte die Landgemeinde Dremling ab 1815 zur Provinz Schlesien und war ab 1816 in den Landkreis Ohlau eingegliedert, mit dem sie bis 1945 verbunden blieb. 1874 wurde der Landgemeinde Jacobine gebildet, dem die Landgemeinden Bulchau, Dremling, Jacobine und Niefnig und der Gutsbezirk Jacobine eingegliedert wurden. 1885 zählte der Ort 85 Einwohner. 1933 zählte Dremling 186 Einwohner und 1939 waren es 174 Einwohner.
Als Folge des Zweiten Weltkriegs fiel Dremling wie fast ganz Schlesien 1945 an Polen. Nachfolgend wurde es in Drzemlikowice umbenannt und der Woiwodschaft Breslau angegliedert. Die deutsche Bevölkerung wurde, soweit sie nicht vorher geflohen war, weitgehend weitgehend ertrieben. Die neu angesiedelten Bewohner waren zum Teil Heimatvertriebene aus Ostpolen. Seit 1999 gehört es zum Powiat Oławski. 2000 lebten 281 Einwohner in Drzemlikowice.
2017 wurde westlich von Drzemlikowice eine runde Einhegung aus der Jungsteinzeit entdeckt. 2018 wurde es vermessen und untersucht. Es handelt sich um eine Holz- und Erdkonstruktion aus den Jahren 4900–4600 v. Chr., die aus einem konzentrischen Doppelgraben besteht.

## Sehenswürdigkeiten
- Rundgehege aus der Jungsteinzeit
- Cholerafriedhof

## Vereine
- Freiwillige Feuerwehr OSP Drzemlikowice
- Fußballverein SP Drzemlikowice